# Công ước Montevideo

Các nước tham gia Công ước Montevideo

Công ước Montevideo về quyền và nghĩa vụ của các quốc gia (Montevideo Convention on the Rights and Duties of States) là một hiệp ước ký kết tại Montevideo, Uruguay, vào ngày 26 tháng 12 năm 1933, trong Hội nghị quốc tế lần thứ VII các nước châu Mỹ. Công ước hệ thống hóa các lý thuyết tuyên bố tình trạng của một quốc gia và nó được chấp nhận như là một phần của tập quán pháp luật quốc tế.
Tại hội nghị, Tổng thống Hoa Kỳ Franklin D. Roosevelt và bộ trưởng ngoại giao Cordell Hull đã tuyên bố Chính sách láng giềng tốt, phản đối Mỹ can thiệp quân sự trong các vấn đề liên Mỹ.
Mười chín nước đã ký vào công ước này. Việc chấp nhận của ba nước trong số 19 nước đã dẫn đến một số nghi ngại. Các nước đó là Brazil, Peru và Hoa Kỳ.
Công ước có hiệu lực vào ngày 26 tháng 12 năm 1934. Nó đã được đăng ký trong Chuỗi các hiệp ước của Hội quốc liên vào ngày 08 tháng 1 năm 1936.

## Nội dung

### Điều 1
Một quốc gia là một chủ thể của luật quốc tế phải đáp ứng đầy đủ các tiêu chuẩn về: dân cư ổn định, lãnh thổ xác định, chính phủ và khả năng tham gia vào các quan hệ quốc tế.

### Điều 2
Nhà nước liên bang được coi là người duy nhất trong con mắt của luật pháp quốc tế.

### Điều 3
Sự tồn tại về chính trị của các quốc gia độc lập với sự công nhận của các quốc gia khác. Thậm chí trước khi có sự công nhận thì các quốc gia có quyền để bảo vệ độc lập và toàn vẹn lãnh thổ của mình, có quyền giao kết và hưởng sự thịnh vượng, nhằm xây dựng đất nước phù hợp với các đặc điểm của quốc gia mình, nhằm ban hành các quy định dựa trên lợi ích, quản lý các dịch vụ công của mình và xác định thẩm quyền và năng lực xét xử của tòa án quốc gia đó.
Sự thực hiện các quyền trên của một quốc gia ngang với việc thực hiện các quyền đó của các quốc gia khác theo Luật quốc tế.

### Điều 4
Các nước hưởng các quyền pháp lý như nhau, và có năng lực bình đẳng trong việc thực hiện các quyền của họ. Các quyền của mỗi người không phụ thuộc vào sức mạnh mà nó sở hữu để đảm bảo thực hiện các quyền, nhưng khi thực tế đơn giản của sự tồn tại của nó như là một người theo luật quốc tế.

### Điều 5
Các quyền cơ bản của các quốc gia không phải là dễ bị ảnh hưởng trong bất cứ cách gì.

### Điều 6
Việc công nhận của một quốc gia chỉ có nghĩa là quốc gia công nhận nó chấp nhận tư cách của quốc gia khác với tất cả các quyền và nghĩa vụ được xác định bởi luật pháp quốc tế. Công nhận là vô điều kiện và không thể thu hồi.

### Điều 7
Việc công nhận một nhà nước có thể được diễn đạt rõ ràng hoặc ngầm. Các kết quả này từ bất kỳ hành động đó bao hàm ý định công nhận nhà nước mới.

### Điều 8
Không nhà nước nào có quyền can thiệp vào công việc đối nội hoặc đối ngoại của một nhà nước khác.

### Điều 9
Thẩm quyền của các quốc gia trong phạm vi các giới hạn của lãnh thổ quốc gia này áp dụng cho tất cả các cư dân.
Người dân và người nước ngoài dưới sự bảo vệ của pháp luật và chính quyền quốc gia và người nước ngoài không có thể đòi các quyền khác hay hơn nhiều so với các công dân.

### Điều 10
Sự quan tâm chính của các quốc gia là bảo đảm hòa bình. Sự khác biệt của bất kỳ tính chất nào phát sinh giữa các nên được giải quyết bằng công nhận phương pháp Thái Bình Dương.

### Điều 11
Ký kết hợp đồng các quốc gia chắc chắn thiết lập như các quy định của hành vi của họ nghĩa vụ không chính xác để nhận ra các vụ mua lại lãnh thổ hoặc các lợi thế đặc biệt đã thu được bằng vũ lực liệu này bao gồm việc sử dụng vũ khí, đe dọa đại diện ngoại giao, hoặc trong bất kỳ biện pháp cưỡng chế khác có hiệu quả. Lãnh thổ của một quốc gia là bất khả xâm phạm và có thể không phải đối tượng của sự chiếm đóng quân sự cũng như các biện pháp vũ lực đối với tiểu bang khác trực tiếp hoặc gián tiếp hoặc bất kỳ động cơ bất cứ điều gì thậm chí tạm thời.

### Điều 12
Công ước này không ảnh hưởng đến nghĩa vụ trước đây ký kết bởi các Bên ký kết cao nhờ các thỏa thuận quốc tế.

### Điều 13
Công ước này sẽ được phê chuẩn bởi các Bên ký kết cao phù hợp với các thủ tục lập pháp tương ứng. Bộ trưởng Bộ Ngoại giao Cộng hòa Uruguay sẽ chuyển các bản sao chứng nhận xác thực để các chính phủ với mục đích nói trên phê chuẩn. Các văn kiện phê chuẩn sẽ được gửi vào kho lưu trữ của Hiệp hội liên Mỹ ở Washington, có trách nhiệm thông báo cho các nước ký cho biết tiền gửi. Thông báo như vậy sẽ được coi là một sự trao đổi phê chuẩn.

### Điều 14
Công ước này sẽ có hiệu lực giữa các Bên ký kết cao trong thứ tự mà họ gửi tiền phê chuẩn của mình.

### Điều 15
Công ước này sẽ vẫn có hiệu lực vô thời hạn nhưng có thể bị bãi bỏ bằng cách thông báo một năm cho Liên minh liên Mỹ, mà sẽ chuyển cho các chính phủ ký kết khác. Sau khi kết thúc thời hạn của giai đoạn này, Công ước sẽ chấm dứt trong các hiệu ứng của nó liên quan đến các bên tố cáo nhưng sẽ vẫn có hiệu lực đối với các Bên ký kết còn lại cao.

### Điều 16
Công ước này sẽ được mở cho sự tuân thủ và gia nhập của các quốc gia không ký. Các công cụ tương ứng sẽ được lưu giữ trong kho lưu trữ của Liên minh Liên Mỹ sẽ thông tin cho các Bên ký kết cấp cao khác.
Để làm chứng, các đại diện toàn quyền dưới đây đã ký Công ước này bằng tiếng Tây Ban Nha, Anh, Bồ Đào Nha và tiếng Pháp và hereunto đóng con dấu của mình trong thành phố Montevideo, Cộng hòa Uruguay, ngày 26 Tháng 12 năm 1933.